# Ángel Gaos
Ángel Gaos González-Pola (Orihuela, 25 de diciembre de 1908 - Ciudad de México, 1990) fue un abogado, escritor e intelectual español, teórico marxista y uno de los nueve hermanos Gaos.
Hombre comprometido con su época, fue cristiano, marxista y comunista. Casado con la grabadora Rosa Ballester, fue asiduo colaborador en Hora de España y desarrolló una intensa labor en defensa de un modelo de sociedad donde la educación llegase a todos los ciudadanos, participando en los llamados Institutos Obreros y en la Alianza de Intelectuales Antifascistas. Durante la Guerra Civil participó en la defensa de Madrid. Salvó del fuego de los incendios que se producían en la capital de España, tras los bombardeos de los sublevados en el inicio de la guerra, varias obras pendientes de terminar y publicar de su hermano, el filósofo José Gaos, entre ellas la traducción al español casi ultimada de Meditaciones cartesianas, del filósofo alemán Edmund Husserl, primera que vio la luz en español más tarde en el exilio. Fue internado en el campo de concentración de Albatera al terminar el conflicto y condenado a muerte en consejo de guerra sumarísimo. Sorprendido por su destino y el del también alicantino Miguel Hernández, Arturo Serrano Plaja lo comunicaba así al intelectual y poeta francés, Jean-Richard Bloch:

Le envío también un ejemplar de La Voz de los Españoles, en el cual se afirma que Miguel Hernández y Ángel Gaos han sido condenados a muerte. Se trata de un poeta, acaso el más popular de los últimos años, Miguel Hernández, y de uno de los mejores teóricos marxistas españoles, a la vez que de un hombre de una cultura absolutamente extraordinaria, Ángel Gaos, hermano por otra parte de José Gaos, el profesor de Metafísica de la Facultad de Letras de [la Universidad Central de] Madrid.

No obstante, la casualidad quiso que un sacerdote, Manuel Mindán, "alumno apasionado" que había sido de José Gaos, enterado de la condena, intercediera por él, lo que permitió que le conmutasen la pena capital por prisión. Ángel salió de España ilegalmente tras cumplir siete años de condena y se estableció en Francia, para marchar al exilio en México en 1947. José Gaos, le dedicó su obra De Descartes a Marx: estudios y notas de historia de la filosofía. Sus hijas, Nela y Guadalupe, son pintoras en Estados Unidos, en lo que allí se conoce como "hijos del éxodo español".